# Hello World (Lady Antebellum)
Hello World è un singolo del gruppo musicale statunitense Lady Antebellum, pubblicato il 4 ottobre 2010 come quarto estratto dal secondo album in studio Need You Now.
Il brano è stato scritto da Tom Douglas, Tony Lane, e David Lee.
Il gruppo ha eseguito la canzone ai CMA Awards 2010.
La canzone ha debuttato alla posizione 39 della Billboard Hot Country e alla 70 della Hot 100.

## Video musicale
Il videoclip, diretto da Roman White, è stato girato a Nashville nell'ottobre 2010. La première è avvenuta il 28 ottobre dello stesso anno sulla ABC.

## Classifiche
| Classifica  | Posizione massima |
| ----------- | ----------------- |
| Canada      | 70                |
| Stati Uniti | 58                |